# Kodeks Borbonicus

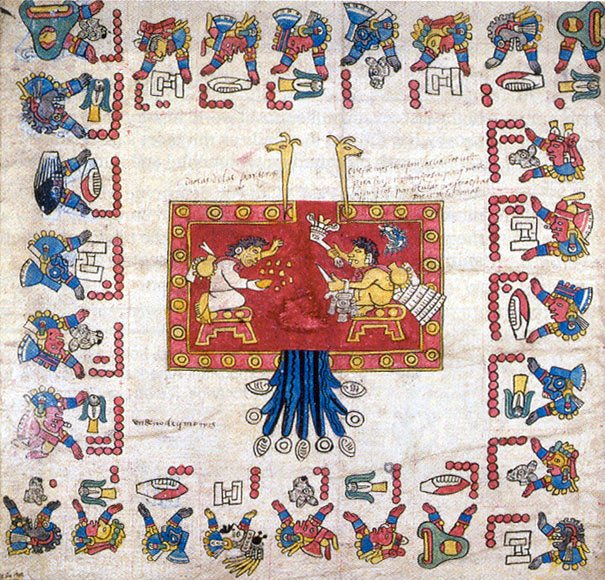
Fragment Kodeksu Borbonicus Strona opisuje daty pierwszych dni każdego z 52 słonecznych lat

Kodeks Borbonicus – aztecki dokument zawierający informacje na temat religii i kalendarza Azteków.

## Opis
Oryginalny Kodeks Borbonicus składa się z jednego długiego kawałka papieru wykonanego z kory drzewa zwanej Amatl, który został spłaszczony i pokryty warstwą wapna palonego. Złożony jest w formie harmonii, co daje 36 stron o formacie 39,5 na 40 cm. Prawdopodobnie pierwotnie składał się z 40 stron i miał łączną długość ok. 15,80 m. Obecnie dwie pierwsze i dwie ostatnie strony zaginęły. Został namalowany oryginalną farbą używaną przez Azteków i w czterech kolorach: czerwonym, żółtym, zielonym i brązowym.

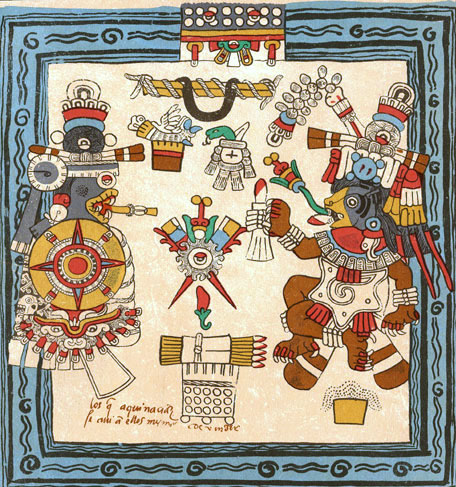
20 strona Kodeksu Borbonicus przedstawiająca unikatowy opis świata otoczonego wodami z wyjątkiem górnego punktu gdzie spotykają się reprezentanci wyższego świata. W środku znajduje się obraz boga Xolotl i Tlaclitonatio symbolizującego wędrówkę po niebie i odrodzenie słońca po zejściu do świata podziemi.

Kodeks Borbonicus przedstawia wszystkie zagadnienia związane z kalendarzem azteckim. Opisuje kalendarz dni azteckiego cyklu. Opis ten znajduje się na pierwszych 20 stronach na których widoczne są 13 kwadratów w kształcie litery „L” będących obrazem 13 dni miesiąca. Obok nich znajdują się główne postacie bogów miesiąca – Quetzalcoatl, Chalchiuhtlicue, Tezcatlipoca, Tlazolteotl lub Huitzilopochtli. W kodeksie znaleźć można także kalendarz cyklu 52-letniego oraz opis 20 dni 20 miesięcznego kalendarza (katun).
Późniejsi skrybowie, już po konkwiście, dopisali na kartach manuskryptu hiszpański komentarz i nazwy bogów oraz dni.

## Historia

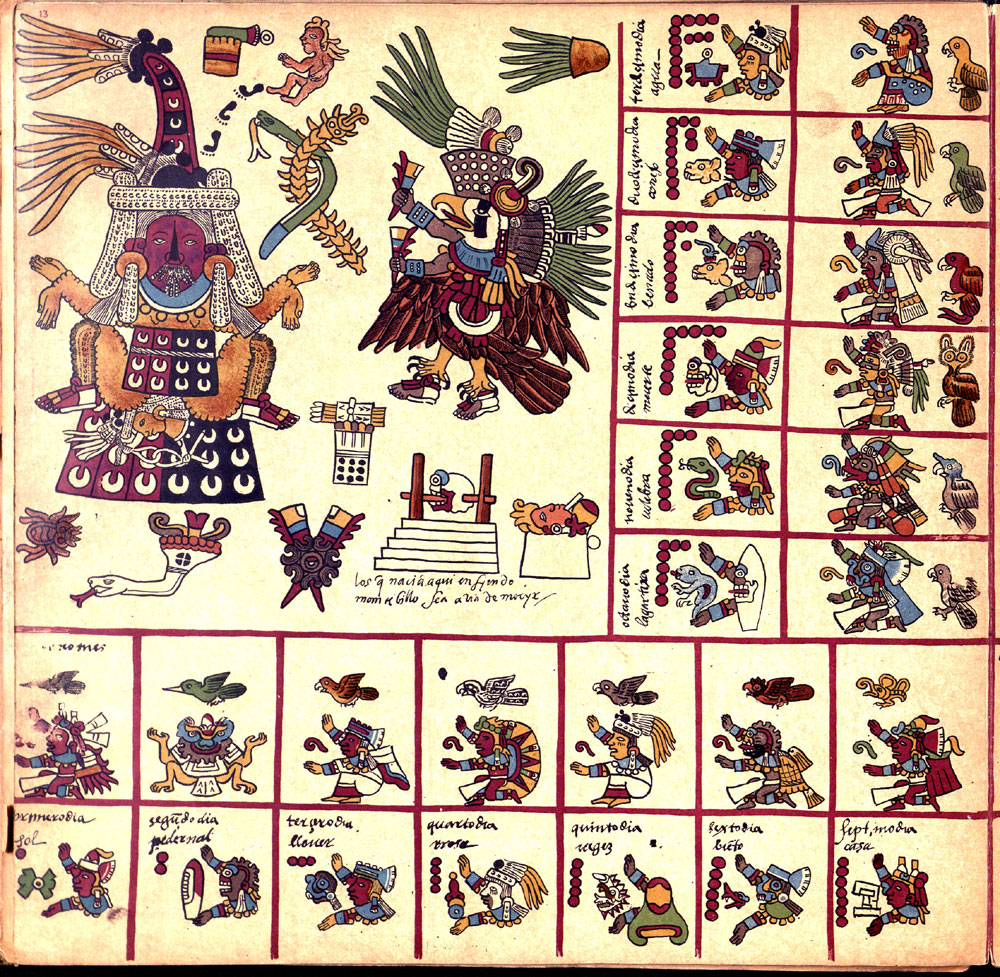
13 strona Kodeksu Borbonicus przedstawiająca fragment kalendarza azteckiego. Z lewej strony u góry bogini Tlazolteotl

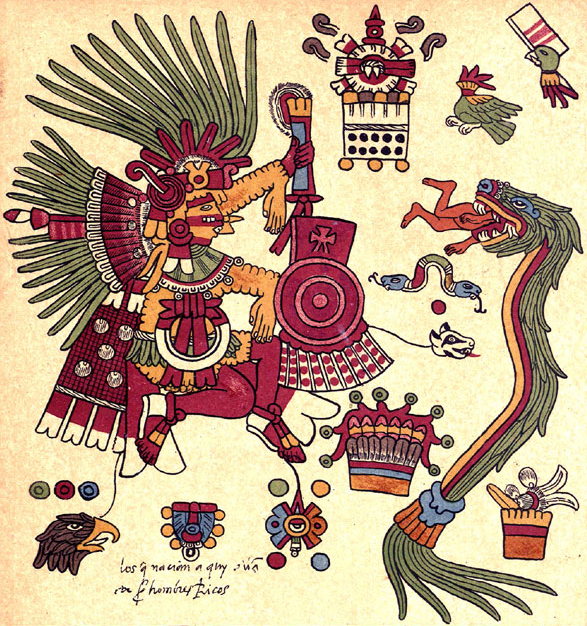
14 strona Kodeksu Borbonicus przedstawiająca fragment kalendarza azteckiego. Przedstawienie boga Xipe Totec

Oryginalny Kodeks Borbonicus został stworzony przez azteckich kapłanów. Powszechnie uważa się, iż pochodzi z czasów tuż przed najazdem Hiszpanów. Jest jednym z najlepiej zachowanym kodeksów i obecnie najczęściej kopiowanym rękopisem azteckim. W Europie znalazł się prawdopodobnie w XVIII – XIX wieku. Początkowo był związany z Biblioteką Świętego Laurentego w Eskurialu. W okresie najazdu Bonapartego na Hiszpanię, manuskrypt został ukryty w Madrycie w klasztorze Św. Trójcy. W 1826 roku został nabyty przez Izbę Deputowanych we Francji za 1300 franków. Obecnie znajduje się w Narodowej Bibliotece w Paryżu.

## Publikacje
Pierwsze wydanie, a zarazem wierna kopię manuskryptu dokonano w Paryżu w 1899 roku przez wydawcę Ernesta Lerox, pod nadzorem francuskiego uczonego, Ernesta Théodore Hamy, profesora Muzeum Natury, kustosza Muzeum Etnografii i Przewodniczącego Amerykanistów w Paryża.